# Legua cuadrada
Una legua cuadrada era una unidad de superficie definida como el área de un cuadrado cuyos lados miden una legua terrestre. Es la unidad de superficie más grande del sistema anglosajón, y equivale a 23,309892993024 km², además de:
- 36.130.406.400 pulgadas cuadradas
- 250.905.600 pies cuadrados
- 27.878.400 yardas cuadradas
- 921.600 rods cuadrados
- 23.040 roods
- 5.760 acres
- 9 millas cuadradas

Antes se utilizaba para medir el área de una nación y todas sus divisiones territoriales.